# Gastone Martelli
Gastone Martelli (Santa Maria in Duno, 24 luglio 1908 – Sermide, 26 ottobre 1961) è stato un calciatore italiano, di ruolo centrocampista.

## Biografia
Fu noto anche come Martelli II per differenziarlo dal fratello maggiore Giuseppe (Martelli I), anch'egli giocatore del Bologna.

## Carriera
Nato in località Santa Maria in Duno, giocò in Serie A con il Bologna, disputando 93 partite in massima serie e 7 nella Coppa dell'Europa Centrale. Nel 1936 fu posto in lista di trasferimento dai felsinei, e concluse la sua carriera con un'annata nell'Alessandria.

## Palmarès

### Club

#### Competizioni nazionali
- Campionato italiano: 1

Bologna: 1935-1936

#### Competizioni internazionali
- Coppa dell'Europa Centrale: 2

Bologna: 1932, 1934